# 陳龍吉
陳龍吉，中華民國政治人物，環保運動家，環境永續發展基金會創會董事長。曾任中華民國臺灣省政府秘書長、行政院環保署副署長、代理署長。